# Lepidonectes corallicola
Lepidonectes corallicola är en fiskart som först beskrevs av William Converse Kendall och Lewis Radcliffe 1912.  Lepidonectes corallicola ingår i släktet Lepidonectes och familjen Tripterygiidae. IUCN kategoriserar arten globalt som sårbar. Inga underarter finns listade i Catalogue of Life.